# Benafim
Benafim é uma povoação portuguesa do Município de Loulé que foi sede da extinta Freguesia de Benafim, freguesia que tinha 52,69 km² de área e 1 069 habitantes (2011), e, por isso, uma densidade populacional de 20,3 hab/km².
A Freguesia de Benafim, que fora criada em 11 de Março de 1988, foi extinta em 2013, no âmbito de uma reforma administrativa nacional, para, em conjunto com as Freguesias de Querença e Tôr formar uma nova freguesia denominada União de Freguesias de Querença, Tôr e Benafim com a sede em Querença.
Benafim fica a 5 km de Alte, a 7 km de Salir e a 19 km de Loulé, a sede do Município. Entre Benafim e Salir estende-se um planalto, conhecido como Rocha da Pena. 
Alto Fica, Zimbral, Penina, Benafim Pequeno, Benafim Grande, Espargal, Nave dos Cordeiros e Quinta do Freixo são algumas das localidades que pertenciam à Freguesia de Benafim.
A povoação está dividida em três zonas: Benafim Grande, Benafim Pequeno e Bairro Novo, sendo este último o mais recente, apesar de já ter cerca de três décadas. Nesta zona localiza-se a maioria das habitações que os emigrantes construíram, constituindo as outras duas o núcleo histórico de Benafim. É também uma freguesia com muitos naturais emigrados, principalmente em França, Alemanha e Luxemburgo.
Em termos de equipamentos sociais, a povoação conta com uma farmácia, um centro médico, um clube desportivo (o Sport Club Benafim), vários cafés, uma igreja, um cemitério, uma caixa multibanco, um centro comunitário, um supermercado, um minimercado, duas cabeleireiras, uma imobiliária, um restaurante, um parque de merendas, um gabinete de arquitetura,uma bomba de gasolina, uma escola primária e um posto dos correios a funcionar nas instalações da junta de freguesia.
Pontos de interesse: lavadouros das Bicas Velhas, Pátio de D. Antónia (foto inclusa), Ermida de Benafim (igreja), museu na aldeia da Penina, nora e calçada romana (humbria) em Benafim Pequeno. 
O artista plástico Victor Borges, nascido a 2 de agosto de 1962 no lugar de Fonte do Freixo da freguesia de Benafim e autor do Pátio de D. Antónia, um monumento à memória de Antónia do Carmo Provisório da Silva Campos, ilustre benemérita de Benafim, viveu e exerceu atividade profissional na sede da freguesia, onde viria a morrer em 17 de fevereiro de 2012. 

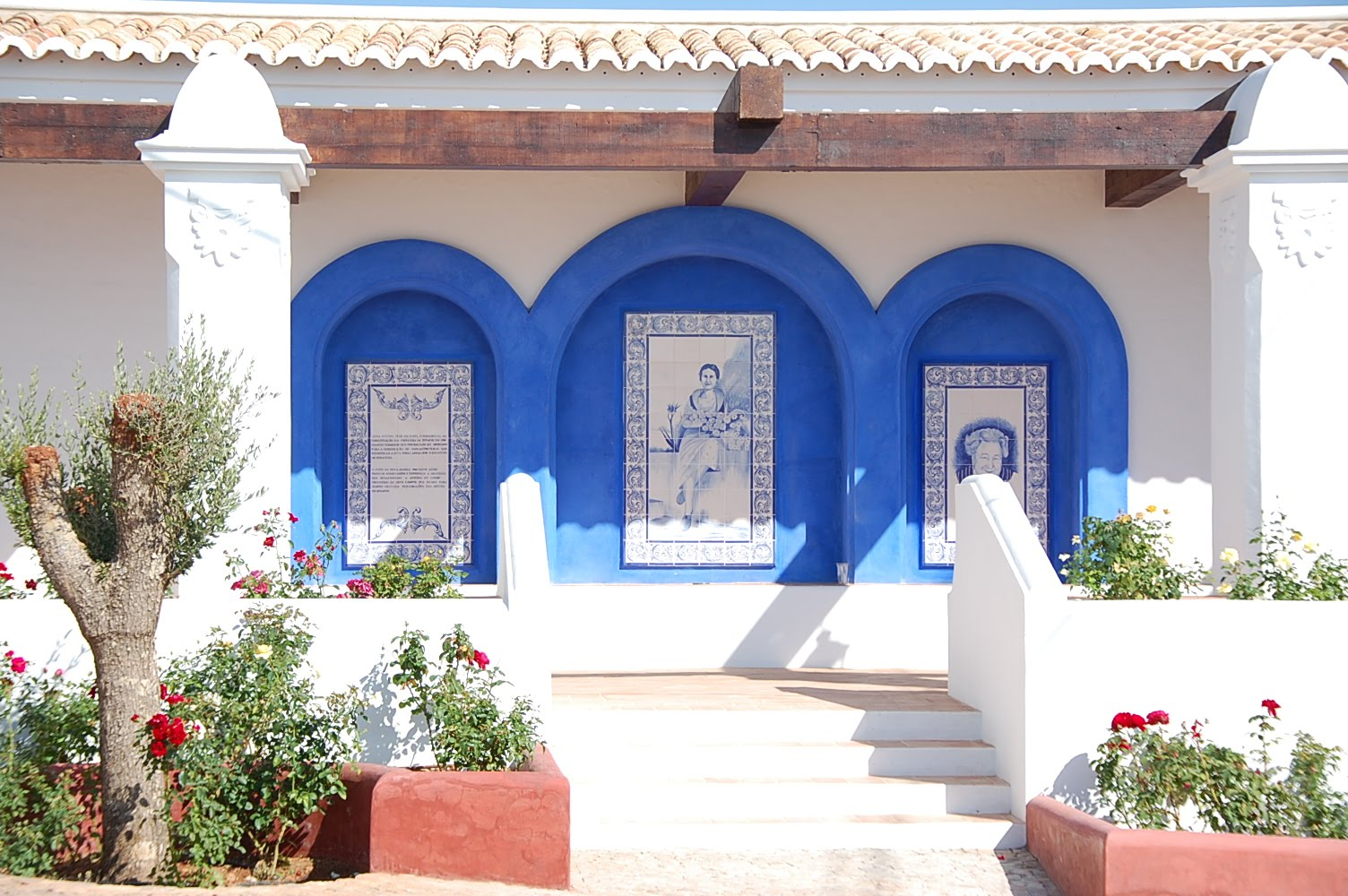

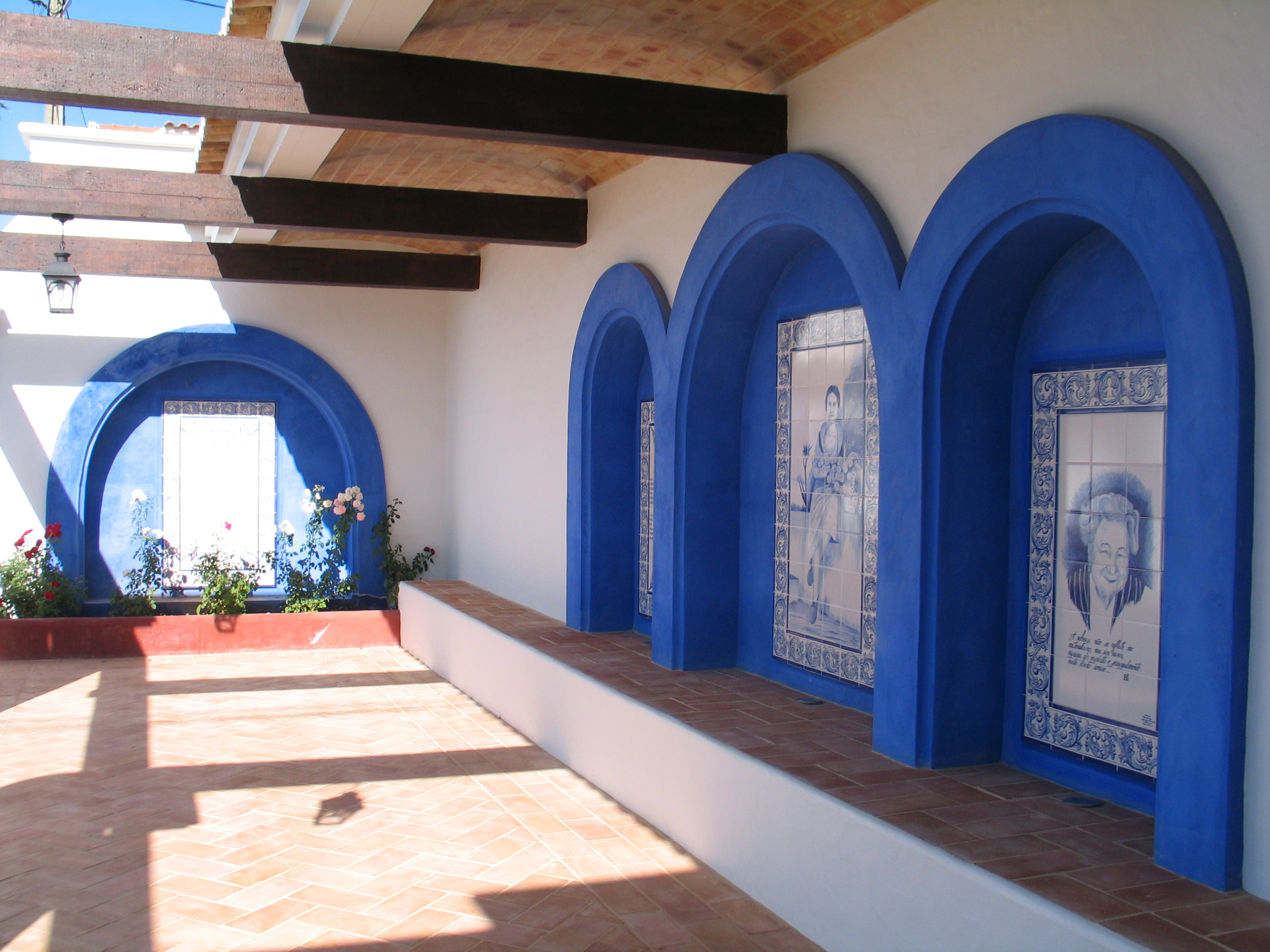
Imagens do «Pátio de D. Antónia», de Victor Borges, em Benafim

Transportes: Benafim é servida por carreira regular, embora não muito frequente, de autocarros (empresa EVA), que serve a sede e as localidades de Penina e Alto Fica. Principais destinos: Loulé, Alte e São Bartolomeu de Messines. 
Quem gosta de viajar de comboio e quer deslocar-se a Benafim pode apear-se nas estações de Messines/Alte ou de Loulé.
Nos últimos anos foi recuperada a tradição da conhecida festa dos milhos onde se pode encontrar comida regional e também alguma artesanato confecionado por artesãos da freguesia. No dia 24 de outubro decorre a procissão em honra da padroeira da freguesia, nossa senhora da glória.
A localidade apesar de possuir rede eléctrica pública há muitos anos, a rede de águas e saneamento só foi construída após a criação da freguesia. A população anteriormente recorria às chamadas "bicas" para o seu abastecimento. Duas delas têm  nomes (Bicas Velhas e de São João).
Enquanto aldeia os arruamentos não tinham nome nem as portas das habitações números. Com a criação da freguesia foram atribuídos nomes às mesmas: rua 25 de Abril, rua das Bicas Velhas, rua do Olheiro, rua Doutor Sá Carneiro, rua da Igreja, rua do Curral, rua do Barrocal, entre outras.

## População
| 1991  | 2001  | 2011  |
| 1 271 | 1 141 | 1 069 |

Criada pela Lei nº 54/88, de 23 de Maio, com lugares desanexados da freguesia de Alte